# Wiśniewo (Warszawa)
Wiśniewo – osiedle w północno-wschodniej części Warszawy, w dzielnicy Białołęka. 
Osiedle położone jest na wschód od ulicy Modlińskiej, a od zachodu graniczy z linią kolejową E65, która łączy Warszawę z Trójmiastem. Według Miejskiego Systemu Informacji osiedle Wiśniewo zalicza się do Henrykowa. Taka informacja znajduje się na tablicach informacyjnych z nazwami ulic. W rzeczywistości Henryków stanowi odrębne, mniejsze osiedle położone dalej na północ wzdłuż ulicy Modlińskiej. Granice Wiśniewa wyznaczają ulice Modlińska, Podróżnicza, 15 Sierpnia, Szynowa, linia kolejowa E65 oraz ulica Marcina Kątskiego. Od wschodu Wiśniewo graniczy poprzez linię kolejową E65 z osiedlem Dąbrówka Grzybowska, która zaliczana jest według Miejskiego Systemu Informacji do Białołęki Dworskiej.

## Historia
Nazwa osiedla pochodzi prawdopodobnie od nazwiska hrabiów Wiśniewskich, którzy na tym terenie posiadali swoją posiadłość. W czasie okupacji oraz po wojnie na terenie Wiśniewa działała biblioteka państwa Zawadzkich, z której można było wypożyczać książki o treściach patriotycznych. Działało również harcerstwo. Podział na osiedla (i Rady Osiedli) według Urzędu Dzielnicy Białołęka łączy teren Wiśniewa z sąsiadującym Henrykowem i tworzy sztuczne osiedle o nazwie Henryków-Wiśniewo.

## Ważniejsze obiekty

### Park Wiśniewo
Na terenie Wiśniewa dominuje zabudowa jednorodzinna. Znajdują się także niewielkie osiedla domów segmentowych. Wiśniewo graniczy z osiedlami: Białołęka Dworska (Dąbrówka Grzybowska), Płudy, Henryków, Nowy Tarchomin oraz Tarchomin Fabryczny. W północno - zachodniej części Wiśniewa przy ulicy Modlińskiej zlokalizowany jest Park Wiśniewo. Park posiada unikalne walory przyrodnicze. Znajdują się na nim lęgowiska ptaków chronionych (m.in. dzięcioł czarny, dzięcioł zielony) oraz stare drzewostany posiadające charakter pomnikowy (m.in. dąb szypułkowy). W roku 2012 deweloper działający w imieniu posiadającego prawa do nieruchomości, na których zlokalizowany jest Park Wiśniewo Kredyt Banku, przedstawił projekt budowy centrum handlowego znajdującego się częściowo na terenie parku. Projekt ten wzbudził liczne protesty mieszkańców Wiśniewa oraz Białołęki i do dziś nie doczekał się realizacji.

### Dwór Srebrna Góra
Na terenie Parku Wiśniewo znajdował się majątek ziemski Srebrna Góra. Zawierucha wojenna i częste zmiany właścicieli doprowadziły do zniszczenia budowli. Fragmenty budynku wraz z otaczającym go drzewostanem zostały wpisane do ewidencji zabytków. W lipcu 2011 roku deweloper budujący osiedle domków szeregowych - spółka BMI Sp. z o.o. - zburzył zabytkowy dworek i do dziś go nie odbudował.

### Szkoła Podstawowa nr 257
Na terenie Wiśniewa znajduje się Szkoła Podstawowa nr 257 im. Mariana Falskiego. Początki szkoły sięgają roku 1917 kiedy to założono tzw. Ochronę Rady Miejskiej Opiekuńczej posiadającą dwa oddziały szkolne z 25 uczniami i mieszcząca się w jednej izbie. W roku 1919 szkołę przejęła gmina Jabłonna i w rezultacie przeniesiono ją do innego budynku mieszczącego się przy ulicy Modlińskiej. Szkoła otrzymała nazwę Szkoły Powszechnej w Henrykowie. W kolejnych latach ze względu na trudną sytuację lokalową siedzibę szkoły przenoszono kilkukrotnie - najpierw na ulicę Klasyków potem na ulicę Uczniowską gdzie nauka trwała aż do wybuchu II wojny światowej. Po wojnie rozpoczęto odbudowę zniszczonego budynku przy ulicy Uczniowskiej. W roku 1953 rozpoczęto budowę nowego budynku przy ulicy Podróżniczej 11, do której szkoła przeniosła się w roku 1956. W latach 1956–1966 szkoła podstawowa dzieliła pomieszczenia z filią XIII Liceum Ogólnokształcącego w Warszawie. Nosiła wtedy numer 113. W roku 1966 władze oświatowe rozdzieliły liceum od szkoły podstawowej, której nadano numer 257. W roku 1976 szkole podstawowej nadano imię Mariana Falskiego.

## Komunikacja
Wiśniewo ma bardzo dobre połączenie z centrum Warszawy komunikacją autobusową. Połączenia z Warszawą, Legionowem oraz innymi osiedlami Białołęki zapewniają linie autobusowe kursujące ulicą Modlińską.